# フシャ＝アラズ
フシャ＝アラズ（アルバニア語: Fushë-Arrëz）は、アルバニア北部シュコドラ州にある基礎自治体・市。2015年の地方行政改革による基礎自治体の広域化の一環で、旧フシャ＝アラズ自治体と周辺自治体のブレリム、フィエルザ、イバラおよびチャファ＝マリが統合されて誕生した。自治体役所はフシャ＝アラズ市に所在する。
総面積は540.42 km²で、2011年のアルバニア国勢調査では現在のフシャ＝アラズ自治体に相当する地域内の全人口が7,405人、フシャ＝アラズ市の人口は2,513人であった。
フシャ＝アラズ市は線形都市であり、商店や一軒家、アパートが立ち並ぶ「SH5号道路」に面する形で開発された。